# Elacatinus pallens
Elacatinus pallens är en fiskart som först beskrevs av Ginsburg, 1939.  Elacatinus pallens ingår i släktet Elacatinus och familjen smörbultsfiskar. Inga underarter finns listade i Catalogue of Life.